# 新城市立東郷東小学校
新城市立東郷東小学校（しんしろしりつ とうごうひがししょうがっこう）は、愛知県新城市八束穂にある公立小学校。

## 概要
- 校区は大宮、牛倉、須長、浅谷、出沢、横川（字北山を除く）、大海、有海、八束穂、竹広、川路、緑が丘であり、公立中学校に進む場合は新城市立東郷中学校に進学する[1]。
- 旧・南設楽郡東郷村の小学校であった。

## 沿革
- 1873年（明治6年）8月 - 浅木村に浅木学校が開校する。
- 1874年（明治7年） - 清井田村に清井田学校が開校する。
- 1875年（明治8年） -
  - 清井田学校が欽成学校に改称する。
  - 富永村に富永学校が開校する。
- 1877年（明治10年） - 欽成学校が八束穂学校に改称する。
- 1878年（明治11年） - 清井田村、新間村、柳田村、宮脇村、下々村が合併し、八束穂村となる。
- 1881年（明治14年） - 浅木学校が五報学校に改称する。
- 1883年（明治16年） - 富永学校が大倉学校に改称する。
- 1884年（明治17年） - 浅木村と谷下村が合併し、浅谷村となる。
- 1887年（明治20年） -
  - 八束穂学校が尋常小学八束穂学校に改称する。
  - 大倉学校が尋常小学大宮学校に改称する。
  - 尋常小学大宮学校に五報学校が統合される。
- 1889年（明治22年）10月1日 -
  - 八束穂村、川路村、竹広村、大海村、有海村が合併し、信楽村が発足。
  - 富永村、浅谷村、大宮村、須長村、牛倉村、出沢村が合併し、石座村が発足。
- 1892年（明治25年） -
  - 尋常小学八束穂学校が八束穂尋常小学校に改称する。校区は信楽村のうち八束穂、大海、有海。
  - 尋常小学八束穂学校から広路尋常小学校が分離する。校区は信楽村のうち川路、竹広。
  - 尋常小学大宮学校が大宮尋常小学校に改称する。校区は石座村のうち富永、大宮、須長、牛倉、出沢。
  - 尋常小学大宮学校から浅谷尋常小学校が分離する。校区は石座村のうち浅谷。
- 1902年（明治35年）7月 - 八束穂尋常小学校と広路尋常小学校を統合し、信楽尋常小学校となる。
- 1906年（明治39年）
  - 5月1日 - 平井村、信楽村、石座村が合併し、東郷村が発足する。
  - 12月 - 信楽尋常小学校、大宮尋常小学校、浅谷尋常小学校を統合し、東郷第二尋常小学校となる。
- 1910年（明治43年） - 高等科を設置する。同時に東郷東尋常高等小学校に改称する。
- 1941年（昭和16年）4月1日 - 東郷東国民学校に改称する。
- 1947年（昭和22年）4月1日 - 東郷村立東郷東小学校に改称する。
- 1953年（昭和28年） - 校舎を新築する。
- 1955年（昭和30年）4月15日 - 南設楽郡新城町、千郷村、東郷村と八名郡舟着村、八名村と合併し、南設楽郡新城町となる。同時に新城町立東郷東小学校に改称する。
- 1957年（昭和32年）4月 - 前年に新城町に編入された横川地区（旧・鳳来町横川のうち字北山を除く地域）が、鳳来町立長篠小学校から新城町立東郷東小学校に移る。
- 1958年（昭和33年）11月1日 - 新城町が市制施行し、新城市となる。同時に新城市立東郷東小学校に改称する。
- 1959年（昭和34年）1月 - 校舎（鉄筋コンクリート造）を新築する。
- 1973年（昭和48年）1月 - 体育館が完成する。
- 1989年（平成元年）2月 - 校舎を増築する。

## 交通アクセス
- 豊鉄バス田口新城線「清井田」バス停より徒歩約15分。
- 新城市Sバス北部線「東郷東小学校」バス停より徒歩約1分。
- JR東海飯田線三河東郷駅下車、徒歩約25分。

## 周辺施設
- 新城市立東郷中学校
- 東郷中こども園
- 新城市設楽原歴史資料館
- 新東名高速道路新城IC
- 道の駅もっくる新城